# Jerzy Kawalerowicz
Jerzy Franciszek Kawalerowicz (Gwoździec, (ma: Ukrajna), 1922. január 19. - Varsó, 2007. december 27.) lengyel filmrendező, forgatókönyvíró.

## Életpályája
1945-1948 között a Képzőművészeti Főiskola tanulója volt Krakkóban. 1945-1946 között a Filmművészeti Főiskola hallgatója, ahol Antoni Bohdziewicz tanítványa volt.
1947-1950 között Wanda Jakubowska, Leonard Buczkowski, Tadeusz Kański, Aldo Vergano valamint Jerzy Zarzycki rendezők asszisztense volt. 1952-től társrendezőként dolgozott. 1954-től önálló rendező volt. 1956-1968 valamint 1972-1991 között a Kadr Filmcsoport művészeti vezetője volt. 1966-1978 között a Lengyel Filmművészeti Szövetség elnöke, 1978-tól díszelnöke volt. 1980-tól a łódźi Filmművészeti Főiskolán tanított. 1985-1989 között képviselőként is dolgozott. 1991-től a Kadr Filmstúdió igazgatója volt.

## Filmjei
- Felszántott út (1951) (rendező, író, Kazimierz Summerskivel)
- Keresem az igazságot (1954)
- Frígiai csillag alatt (1954)
- Árnyék (1956)
- A háború igazi vége (1957)
- Az éjszakai vonat (1959)
- Mater Johanna (1960)
- A fáraó (1965)
- Játék (1968)
- Maddalena (1971)
- Az elnök halála (1977)
- Találkozás az Atlanti-óceánon (1980)
- A fogadó (1982)
- Európa foglya (1989)
- Bronstein gyermekei (1990)
- Miért? (1995)
- Quo vadis (2001)

## Díjai
- Karlovy Vary-i Nemzetközi Filmfesztivál díja (1952)
- Karlovy Vary-i Nemzetközi Filmfesztivál fődíja (1955)
- Állami Díj (1955, 1966)
- velencei technikai díj (1959)
- cannes-i Ezüst Pálma-díj (1961)
- Varsó szirénje díj (1961)
- oberhauseni díj (1963)
- Arany Kacsa-díj (1959, 1962)
- Ezüst Medve díj (1978)
- Arany Oroszlán díj (1984)